# Noan Lelarge
Noan Lelarge, né le 23 juin 1975 à Romilly-sur-Seine est un coureur cycliste professionnel français de 2000 à 2010.

## Biographie
Noan Lelarge commence sa carrière professionnelle en 2000 au sein de l’équipe Bonjour. Durant le Tour d'Italie 2001, il fait l'objet d’un contrôle antidopage positif à la triamcinolone acétonide. Il est licencié par l’équipe, qui dénonce un « acte individuel totalement irresponsable ».
Il reprend la compétition en 2002 dans les rangs amateurs, au sein de l’UV Aube. Il remporte notamment la Boucle de l’Artois cette année-là.
Il est de nouveau engagé par une équipe professionnelle, Bretagne-Jean Floc'h, en 2005. Vainqueur de plusieurs étapes sur les routes françaises, il a remporté en 2008 sa première course par étapes, le classement final du Tour de la Manche. Cette année-là, il gagne également le contre-la-montre de la Route du Sud et se classe troisième du championnat de France du contre-la-montre.
En 2010, il remporte la deuxième étape du Circuito Montañés. Il n'est pas conservé par l'équipe Bretagne-Schuller pour la saison 2011. Ayant trouvé un emploi de commercial, il s'engage alors pour le VS Hyérois, équipe amateur.

## Palmarès et résultats

### Palmarès par année
- 1996
  - 2e du Grand Prix d'Antibes
- 1998
  - Tour de la Porte Océane
  - Grand Prix d'Aix-en-Othe
  - 2e de la Ronde mayennaise
  - 3e de la Pédale d'Or de Ligugé
  - 3e du Chrono de Rochecorbon
- 1999
  - Tour de Corrèze
  - 2e du Tour de Gironde
  - 2e de la Ronde mayennaise
  - 3e du Grand Prix de La Londe-les-Maures
  - 3e de Paris-Barentin
- 2002
  - Prologue du Circuit des Ardennes
  - Boucle de l'Artois
  - 2e du Tour Nord-Isère
  - 2e du Grand Prix Mathias Nomblot
  - 2e de la Ronde de l'Oise
  - 3e du Grand Prix des Carreleurs
- 2003
  - Grand Prix d'Aix-en-Othe
  - 2e du championnat de France sur route amateurs
  - 3e de Troyes-Dijon
- 2004
  - Prologue du Circuit des Ardennes
  - 4e étape du Circuit de Saône-et-Loire
  - Grand Prix Mathias Nomblot
  - Tour du Pays Roannais :
    - Classement général
    - 2e étape (contre-la-montre)

  - 2e du Circuit des Ardennes
  - 3e du championnat de France sur route amateurs
- 2005
  - Route de l'Atlantique
  - 2e du Circuit de la Nive
  - 2e de Manche-Atlantique
- 2006
  - 3e étape du Tour de l'Ain
  - 2e étape du Tour du Limousin
  - 2e étape du Tour de la Somme
  - Trio normand (avec David Le Lay et Stéphane Pétilleau)
  - 3e du Grand Prix Gilbert-Bousquet
  - 3e de Paris-Corrèze
- 2007
  - 5e étape du Tour de Normandie
  - Polymultipliée lyonnaise
  - Trio normand (avec Yann Pivois et Charles Guilbert)
- 2008
  - Tour de la Manche
  - 2e étape de la Route du Sud (contre-la-montre)
  - 3e du championnat de France contre-la-montre
  - 3e de Paris-Corrèze
- 2010
  - 2e étape du Circuito Montañés

### Résultats sur les grands tours

#### Tour d'Italie
1 participation
- 2001 : abandon (10e étape)

### Classements mondiaux
| Année           | 2005 | 2006 | 2007 | 2008 | 2009 | 2010 |
| --------------- | ---- | ---- | ---- | ---- | ---- | ---- |
| UCI Europe Tour | 562e | 75e  | 220e | 178e |      | 766e |